# Pachycondyla fauveli
Pachycondyla fauveli är en myrart som beskrevs av Carlo Emery 1896. Pachycondyla fauveli ingår i släktet Pachycondyla och familjen myror. Inga underarter finns listade i Catalogue of Life.